# Dietrich Wilhelm Hartig
Dietrich Wilhelm Hartig (* 3. Februar 1877; † 14. März 1938 in Solingen) war ein evangelischer Pfarrer und Angehöriger der Bekennenden Kirche.

## Leben
Dietrich Wilhelm Hartig wurde am 3. Februar 1877 als Sohn eines Schmiedes in Meiderich geboren.
Er studierte Theologie in Erlangen, Halle und Bonn und begann sein Vikariat 1902 in Nümbrecht. In Friemersheim absolvierte er seinen Hilfsdienst; außerdem diente er als Synodalvikar in Engelskirchen und lernte in Godesberg bei der Inneren Mission.
Als Pfarrer arbeitete er zunächst von 1911 bis zum Ende des Ersten Weltkrieges 1918 in Kirchherten, ehe er als Pfarrer in Herchen gewählt wurde. Seine Pfarrstelle in Herchen hatte er bis zu seinem Tod 1938 insgesamt 20 Jahre lang inne.
Nach der Machtübernahme der Nationalsozialisten 1933 trat Hartig entschieden gegen die von den Deutschen Christen bezweckte Gleichschaltung von Lehre und Organisation der Deutschen Evangelischen Kirche mit der nationalsozialistischen Ideologie ein. Im Oktober 1933 gehörte er zu den 30 Teilnehmern des ersten Konvents der Rheinischen Pfarrerbruderschaft in Düsseldorf. Zudem war er gewählter Vertrauensmann der Bonner Bruderschaft im Barmer Konvent.
In Herchen trug er zusammen mit Kirchmeister Albrecht Land maßgeblich dazu bei, dass sich das Presbyterium 1934 der Bekennenden Kirche im Rheinland anschloss und trotz des massiven politischen Drucks standhaft blieb.
In der Chronik zur Feier des vierhundertjährigen Bestehens der Gemeinde Herchen 1950 heißt es:

„Die Seele des ganzen Widerstandes war Pastor Hartig, der die Gemeinde unentwegt und ohne Furcht zu ihrer alleinigen Grundlage in Jesus Christus rief.“

Neben der Leitung von Informationsveranstaltungen der Bekennenden Kirche in Herchen wirkte er außerdem als Lehrer für Vikare und leitete Wochenendseminare in der Diakonissenanstalt Düsseldorf-Kaiserswerth. Zur Zeit des Nationalsozialismus war er dabei der ständigen Gefahr einer Verhaftung ausgesetzt.
Gemeinsam mit Albrecht Land reiste er nach Berlin zum Reichssicherheitshauptamt und bemühte sich dort vergeblich um die Freilassung des inhaftierten Pfarrers Martin Niemöller.
Am 14. März 1938 starb Hartig im Alter von 61 Jahren unerwartet auf einer Reise an einem schweren Herzanfall in einem Solinger Krankenhaus. Er wurde auf dem heutigen Alten Friedhof in Herchen beigesetzt. An der Beerdigung nahmen Präses Paul Humburg und Heinrich Held teil.

## Ehrungen
- 2014 wurde mit dem „Pfarrer-Hartig-Weg“ eine Straße im Herchener Nachbarort Stromberg nach Dietrich Wilhelm Hartig benannt.[1]
- Hartig ist als einziger Vertreter der Bonner Bruderschaft im Barmer Konvent auf der „Ehrentafel“ der Bekennenden Kirche von Joachim Beckmann und Hans Prolingheuer aufgeführt.[2]